# NGC 4129
NGC 4129 este o emission-line galaxy⁠(d) situată în constelația Fecioara. A fost descoperită în 3 martie 1786 de către William Herschel. Se află la o distanță de 19,95 megaparseci de Pământ.